# Corredor Norte
O Corredor Norte é uma moderna autoestrada panamenha, construída em 1998. Esta conecta o centro da cidade com as áreas revertidas assim como com os principais subúrbios do norte da cidade. Projetado originalmente para 25 km, por problemas na sua construção apenas hão chegado à primeira fase de 12 km. Atualmente está em construção a sua segunda fase que chegará até o Aeroporto Internacional Tocumen permitindo o contorno da Cidade do Panamá através da sua conexão com o Corredor Sul.
A autoestrada foi construída e é operada pela PYCSA Mexico.

## Custo  da obra
| Fecha       | Documento         | Montante        | Estimado de execução |
| ----------- | ----------------- | --------------- | -------------------- |
| 29-dic-1994 | Contrato No.98-94 | $               |                      |
| 29-dez-1996 | Emenda N°.1       | $390.904.693,00 |                      |
| 21-jul-1999 | Emenda N°.2       | $503.059.877,00 | 34 meses e 48 meses  |
| 4-jul-2001  | Emenda N°.4       | $1.206.296,88   |                      |

### Ruas e avenidas
- Avenida Balboa
- Avenida Central
- Calle 50
- Cinta Costeira
- Corredor Sul
- Via Espanha
- Via Ricardo J. Alfaro